# Lyraphora velutina
Lyraphora velutina är en skalbaggsart som beskrevs av Macleay 1863. Lyraphora velutina ingår i släktet Lyraphora och familjen Cetoniidae. Inga underarter finns listade i Catalogue of Life.